# ダブルオーセブンSP
ダブルオーセブンSP (007SP) は、1998年7月に高砂電器産業（後のコナミアミューズメント）が開発・発売したパチスロ機。4号機、Aタイプ。キャッチコピーは「光と音のダブルオーサウンド」。

## 特徴
- 映画「007」とのタイアップ機。
- スペックは標準的なA-360タイプ。
- ビッグボーナス絵柄は「777」もしくは「007」（各リール0絵柄があり）の2種類。0の3つ揃いはリーチ目。
- 完全告知型。1リール確定「007」の停止時、または全リール停止時に告知音が発生し、照明が夕焼け色に変化。
- ビッグボーナス中の音楽は、映画での主題歌が使用されている。ちなみに777で揃えた場合と007で揃えた場合は音楽の出だしが違う。
- 中には裏モノと変貌し、凶悪スペックとなったものもある。

　代表的なもので
　　ダイナマイトVer　REGをきっかけに早いゲーム数で当たる　BIG、REG混合。
　　同時成立Ver　裏モードに入ると小役である弾丸、ダイヤ揃いで告知する【4号機は小役の同時成立は禁止】REG比が高い。
　　関西Ver　BIG成立後に裏モード突入し、40G程度で当たる　REGからは突入せず　BIG比高し。
- 「007」でビッグという図柄設定のアイディアは後の『サイボーグ009』にも採用されている。